# Pseudosmittia wulfi
Pseudosmittia wulfi är en tvåvingeart som först beskrevs av Freeman 1956.  Pseudosmittia wulfi ingår i släktet Pseudosmittia och familjen fjädermyggor.
Artens utbredningsområde är Kongo. Inga underarter finns listade i Catalogue of Life.